# Creola (Alabama)
Pour les articles homonymes, voir Creola.
La ville de Creola est située dans le comté de Mobile, dans l’État de l’Alabama, aux États-Unis. Lors du recensement de 2000, elle comptait 2 002 habitants.

## Démographie
| 1970 | 1980  | 1990  | 2000  | 2010  |
| ---- | ----- | ----- | ----- | ----- |
| 472  | 1 652 | 1 896 | 2 002 | 1 926 |

## Source
- (en) Cet article est partiellement ou en totalité issu de l’article de Wikipédia en anglais intitulé « Creola, Alabama » (voir la liste des auteurs).